# 海牧場 (加利福尼亞州)
海牧場（英語：Sea Ranch）是位於美國加利福尼亞州索諾馬縣的一個人口普查指定地區。

## 地理
海牧場的座標為38°42′55″N 123°27′16″W / 38.71528°N 123.45444°W，而該地最高點為海拔高度33米（即108英尺）。

## 人口
根據2010年美國人口普查的數據，海牧場的面積為41.907平方千米，當中陸地面積為41.797平方千米，而水域面積為0.110平方千米。當地共有人口1305人，而人口密度為每平方千米31人。